# Iannis Xenakis
Iannis Xenakis (řecky Ιάννης Ξενάκης) (29. května 1922, Brăila, Rumunsko – 4. února 2001, Paříž, Francie) byl řecký avantgardní skladatel vážné hudby 20. století a architekt, narozený v Rumunsku a působící většinu života ve Francii. Je považován za jednoho z průkopníků elektronické a počítačové hudby. Nejvýznamnějším skladatelovým přínosem je rozvoj zvukových možností hudby v rámci jeho konceptu matematické aplikace, identického přenosu nebo transkripce konkrétní umělecké výpovědi do jakéhokoliv jiného druhu umění, tzv. „meta-art“ (z řeckého μετά = mimo, za, po – nejlépe v tomto případě celkově volně přeložitelné asi jako „totéž umění jinde“).

## Život a dílo
V roce 1932 se Xenakis s rodiči vrátil z Rumunska zpět do Řecka, kde posléze vystudoval architekturu na Aténské Polytechnice. Během 2. světové války se účastnil řeckého partyzánského odboje a po jejím skončení se významně angažoval i v první fázi občanské války coby člen studentského hnutí ELAS. Během bojů byl vážně zraněn v obličeji s následkem jednostranné ztráty zraku (jednalo se o levou stranu obličeje a levé oko – na známých fotografiích ho proto vidíme buď pouze z pravého profilu nebo se stínem, zakrývajícím postiženou stranu). V roce 1947 se dostává na falešný pas do Paříže, kde se poměrně brzy stává členem týmu proslulého architekta Le Corbusiera.

### Raná tvorba
Na samém počátku svých aktivit neměl Xenakis za sebou žádné oficiální hudební studium, hudba mu byla pouze koníčkem. Díky příležitostným setkáním se však jeho prvními učiteli staly osobnosti jako Arthur Honegger, Darius Milhaud a Olivier Messiaen, kteří ho – i když zcela neformálně – přiměli k důslednějšímu studiu skladby, harmonie a dalších oblastí hudební fenomenologie. Díky jejich vlivu posléze korigoval své rané práce (Olivier Messiaen byl též producentem jeho prvních velkých prací), přesto však po celý život dával přednost vlastním postupům.

### Meta art
Během svého působení v Le Corbusierově ateliéru skládá Xenakis ve svých 32 letech své první velké hudební dílo „Metastasis“ (1954) – tato skladba pro smyčce a zvukové efekty se posléze stává inspirací pro novou hudební generaci, pracující s artificiálními zvukovými strukturami. Skladba vznikla v souvislosti s Xenakisovou prací architekta na designu pavilonu firmy Phillips pro světovou výstavu v Bruselu. Dílo Xenakise-skladatele inspirovalo Xenakise-architekta k vytvoření paralely jeho struktury v hyperbolickém tvaru i materiálu, ze kterého byl pavilon postaven. Tím byly položeny základy Xenakisovy konceptu teorie tzv. meta-art, spočívajícího v předpokladu, že každá umělecká výpověď může být realizována prostřednictvím matematické aplikace (transkripce) v kterémkoli druhu umění (v tomto případě tedy architektura-hudba). Zajímavou skutečností, která se váže ke společné historii vzniku skladby i stavby, je fakt, že v pavilonu měla premiéru skladba Poème Électronique, jejímž autorem je Edgard Varèse, kterého lze považovat za přímého předchůdce a nepochybně i za významného inspirátora Xenakisova způsobu tvorby.

### Zralá tvorba
Pro Xenakise jsou typické skladby pro velké množství nástrojů. Hráči jsou rozptýleni mezi posluchači a součástí struktury skladby jsou ambientní zvuky, sice sofistikované, přesto však v podstatě náhodné. Používá k tomu účelu jak vlastní lidskou masu, tak i artificiální zvuky nejrůznějšího původu. Na přelomu padesátých a šedesátých let komponuje i výhradně s užitím zvuků artificiálních a elektronických, kdy zdrojem finálního produktu jsou magnetofonové záznamy. S postupem času se v Xenakisově tvorbě nepromítá jen výše uvedený „modus operandi“, ale též inspirace antickou kulturou, především dramatem, což se promítá do ústředních témat velké části jeho prací (Medea, Persepolis, Kassandra, Herma, Nomos ad.). Nemalou inspirací byla pro skladatele též lidová hudba. Xenakis rozhodně nezůstal u rigidní a mechanické aplikace meta-art, což se projevilo hlavně v jeho pozdějších pracích, kde je relativizace původního konceptu ve smyslu jeho důsledného uplatňování nepochybná. Teoretický předpoklad zde působí spíše jako základní princip tvorby, nikoli jako všudypřítomná a svazující poučka nebo matematický vzorec práce. Sám skladatel varoval v některých rozhovorech a článcích před zjednodušujícími pohledy, se kterými se často setkával, a upozorňoval na nutnost vidět umělecké dílo obecně jako mnohotvárný celek, nikoli jako nově vytvořené klišé či šablonu. Zdůrazňoval současně odlišnost jednotlivých druhů umění a jejich v jiné sféře nenapodobitelné vyjadřovací schopnosti a možnosti výrazu.

### Ostatní aktivity
Xenakis se věnoval též psaní hudebních esejů, osvětové a pedagogické činnosti. V roce 1962 poprvé publikoval své úvahy, věnované vztahu jeho hudebních myšlenek a kompozičních technik. Tyto práce byly posléze revidovány a rozšířeny, aby souborně vyšly v roce 1971 pod názvem „Myšlenka a matematika v hudební kompozici“. V roce 1966 založil „Centrum pro automatickou a matematickou hudbu“ v Paříži a nedlouho poté i podobnou instituci ve Spojených státech (Indiana). V letech 1975–1978 působil též jako nezávislý učitel na Londýnské hudební universitě Gresham College.

## Přehled nejvýznamnějších děl
- Metastasis (Metastaseis B'), 1953–1954, pro orchestr s 61 instrumentalisty
- Pithoprakta (1955–1956), pro orchestr 50 hudebníků
- Oresteïa (1965–1966) na antický text
- Terretektorh (1965–1966), pro 88 hudebníků (umístěných rozptýleně mezi posluchači)
- Medea (1967), scénická hudba na Senekův text
- Nomos Gamma (1967–1968), pro 98 hudebníků (umístěných rozptýleně mezi posluchači)
- Persepolis (1971) pro světlo a zvuk – mix magnetofonových záznamů v osmi stopách
- Cendrées (1973) pro smíšený sbor a 73 instrumentalisty
- Psappha (1976) pro snové bicí nástroje s variabilní instrumentací
- Jonchaies (1977) pro orchestr se 109 hudebníky
- Shaar (1983) pro velký smyčcový orchestr
- Keqrops (1986) pro klavír a 92členný orchestr
- Kassandra (Oresteïa II) (1987) pro efektovaný baryton a bicí nástroje
- La Déesse Athéna (Oresteïa III) (1992) pro baryton, smíšený sbor a komorní orchestr